# Claude Bourdet
Claude Bourdet (París, 28 de octubre de 1909 - París, 20 de marzo de 1996) fue un escritor, periodista, polemista y militante político francés. Fue miembro de la Resistencia francesa durante la Segunda Guerra Mundial.

## Primeros años
Hijo del autor dramático Édouard Bourdet y de la poeta Catherine Pozzi, nació en París en 1909. Se graduó de la Escuela Politécnica Federal de Zúrich con un diploma de ingeniería en física técnica en 1933. Después de completar su servicio militar en la Artillerie de Montagne, fue puesto a cargo de una misión para el ministro de Economía, durante el gobierno del Frente Popular.

## Resistencia
Bourdet fue un miembro muy activo de la Resistencia francesa. Fue uno de los fundadores del periódico opositor Combat junto con Henri Frenay, en el cual se desempeñó como miembro del comité de organización, hasta 1943, cuando Frenay viajó a Londres y más tarde a Argelia y Boudet se convirtió en representante. Desde 1942, comenzó a tomar parte en la creación y desarrollo del periódico, donde tuvo la tarea de dividir la administración pública.
En 1944, fue arrestado por la Gestapo, y después de pasar un tiempo como recluso en la Prisión Fresnes fue deportado a varios campos de concentración nazis, incluyendo Neuengamme, Sachsenhausen y Buchenwald.

## Después de la guerra
Después de la guerra, continuó escribiendo en el Combat, pero su antiguo conflicto con el jefe de redacción, Henri Smadja, volvió a surgir. Dejó el trabajo en el periódico en 1950.
En 1950, fundó con Gilles Martinet y Roger Stéphane el periódico L’Observateur, que en 1953 pasó a llamarse L’Observateur Aujourd’hui, y después el France-Observateur en 1954. Claude Bourdet defendía la unión de la izquierda política y de la justicia social. Apoyaba la lucha anticolonialista y denunció la represión en Madagascar y la tortura en Argelia.
En 1961, investigó y denunció al prefecto de las fuerzas policiales Maurice Papon por los disparos de los manifestantes argelinos del Frente de Liberación Nacional efectuados el 17 de octubre de ese año, en la masacre de París de 1961.
Su militancia política creó un clima de tensión en su trabajo que lo llevó a renunciar al France-Observateur en 1963, y, como consecuencia, a desligarse de su equipo de trabajo. Continuó publicando artículos en Témoignage chrétien, Politique Hebdo y Politis, y participó en ediciones especiales del Nouvel Observateur.

## Obras
- Le Schisme Yougoslave, 1950 (Editions de Minuit)
- Les Chemins de l'Unité, 1964 (Maspero)
- A qui appartient Paris, 1972 (Le Seuil)
- L'Aventure incertaine, de la résistance à la restauration, 1975 (Stock)
- L’Europe truquée. Supranationaliste, pacte atlantique, force de frappe, 1977 (Seghers)
- Mes batailles, 1993 (In fine)
- L'Afrique, l’aventure d’Albarka, Jean Suret-Canal et Claude Bourdet, 1973 (éd. du Burin-Martinsart)